# Маряново (Сьредський повіт)
Маряново (пол. Marianowo) — село в Польщі, у гміні Доміново Сьредського повіту Великопольського воєводства.
У 1975-1998 роках село належало до Познанського воєводства.